# Ifigenia (mitologia)

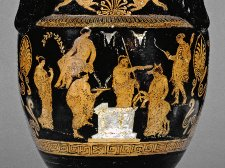
Ceramica greca col sacrificio di Ifigenia (all'incirca del 370-350 a.C.) Ritrovata in Italia (Basilicata), è oggi conservata presso il British Museum.

Ifigenia (in greco antico: Ἰφιγένεια?, Iphighéneia), o Ifianassa è un personaggio della mitologia greca, figlia primogenita di Agamennone e di Clitemnestra.
La figura di Ifigenia è protagonista delle tragedie Ifigenia in Aulide e Ifigenia in Tauride di Euripide. Inoltre, un episodio della sua storia, riguardante precisamente il suo sacrificio in Aulide, fu descritto anche da Lucrezio, autore latino del I secolo a.C.

## Il mito
Ifigenia era la prima figlia di Agamennone, come sottolinea anche Euripide: «Per prima ti ho chiamato mio padre e tu figlia».
I suoi fratelli erano Oreste, Elettra e Crisotemi. Antonino Liberale racconta che in realtà fosse figlia di Teseo ed Elena. Ancora giovinetta, Elena fu rapita dall'eroe che la violò. Elena fu poi salvata dai Dioscuri e giurò loro di aver mantenuto la sua verginità, ma in realtà, ad Argo, sulla strada del ritorno, diede alla luce una bambina, Ifigenia, e consacrò ad Artemide un santuario in segno di gratitudine per il parto alleviato dalla sofferenza. Poi affidò la neonata a Clitemnestra che la adottò come sua figlia.
Un giorno, Agamennone uccise una cerva con una freccia saettata da una lunga distanza, e, imbaldanzito, emise un sacrilego vanto: «Neanche Artemide ci sarebbe riuscita!». Artemide fu offesa dal sacrilegio e scatenò presto forti venti che respinsero per alcuni giorni le navi greche sulle coste di Aulide, impedendo loro di salpare per Troia.
L'indovino Calcante fu consultato e vaticinò che la flotta non sarebbe salpata se Agamennone non avesse sacrificato alla dea irata la più bella tra le sue figlie. In un primo momento, Agamennone si oppose al sacrificio della propria figlia e sostenne che Clitemnestra non avrebbe mai dato il suo consenso all'uccisione di Ifigenia. Le truppe greche insorsero, minacciando di giurare fedeltà a Palamede e di abbandonare il re, se si fosse ostinato nel suo cieco rifiuto. Ulisse si finse colto da un'ira rabbiosa e fu sul punto di salpare per Itaca, quando Menelao si intromise e cercò di placare gli animi. Sino a quando non avesse concesso il sacrificio, Agamennone fu sospeso dalle sue prerogative e l'esercito elesse al suo posto Palamede.
Menelao esortò allora il fratello a lasciare che Ulisse e Taltibio andassero a Micene e conducessero Ifigenia in Aulide, con il pretesto che, se Achille non l'avesse presa in moglie, si sarebbe rifiutato di salpare per Troia. Clitennestra, madre di Ifigenia, condusse con gran pompa la figlia dal padre, felice di divenire suocera di Achille. Rimase quindi sconcertata quando scoprì il vero motivo del viaggio: non le nozze ma un sacrificio umano per far partire la flotta verso Troia. Per questo inganno sorse in lei un astio feroce verso Agamennone, che porterà al tradimento e all'assassinio del marito una volta ritornato dalla guerra. 
Ifigenia, dopo un iniziale sgomento, accettò nobilmente il suo destino e si presentò per essere decapitata sull'altare. Ma all'ultimo momento Artemide sostituì Ifigenia con una cerva. La fanciulla sparì dalla vista degli Achei e fu portata dalla dea in Tauride, nel Chersoneso, dove divenne sua sacerdotessa. Molti anni dopo, il fratello Oreste giunse lì casualmente insieme all'amico Pilade, ma venne catturato dagli abitanti del posto e, come tutti gli stranieri, preparato per il sacrificio ad Artemide. Ifigenia, riconosciuto il fratello, ingannò Toante, re dei Tauri, dicendogli che i nuovi arrivati dovevano essere lavati nel mare poiché accusati di matricidio e chiese anche alla popolazione di non assistere al rito. Ciò servì ai tre per fuggire da lì con la statua di Artemide e far ritorno in Grecia.
Secondo alcuni autori, la divinità che aveva preteso il sacrificio della giovane donna era Poseidone.

## Il sacrificio della Vergine

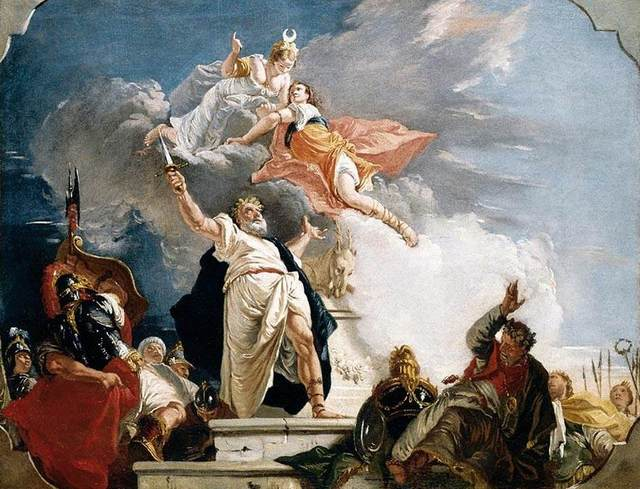
Il sacrificio d'Ifigenia (circa 1749) di Francesco Fontebasso.

Col termine proteleia si indicava la data in cui le figlie femmine (ossia vergini) venivano accompagnate dai genitori sull'acropoli per celebrare un sacrificio alla dea Artemide (o ad altre divinità femminili), generalmente in vista del loro matrimonio. Con lo stesso termine Euripide traduce solo il rito sacrificale. Il sacrificio consisteva spesso in un oggetto personale, un giocattolo oppure una ciocca di capelli, a rappresentare il vecchio modo di vita (la fanciullezza) lasciato in quel momento alle spalle.
Il parallelismo con il mito di Ifigenia è evidente: Ifigenia è allo stesso tempo figlia obbediente, disposta a sacrificarsi secondo il volere del padre, e sacerdotessa di un culto che segue durante le tappe della crescita tutte le donne (bambine, spose, madri). In Ifigenia si riflette quindi il mito della fanciulla che rimane vergine, malgrado il tentativo di ucciderla (il sacrificio va inteso come morte della fanciulla a favore della donna adulta, matura e quindi pronta ad essere data in sposa ad un uomo). Anche la figura paterna che si confonde con quella del sacrificatore è importante: la ragazza che va in sposa smette di essere sotto la tutela del padre per passare sotto quella del marito. Il padre, partecipando al sacrificio, accetta questa condizione.
«In molti paesi dell'Attica, a Braurone come a Munichia, per rappresentare il superamento della condizione dell'infanzia ci si serve del motivo del “sacrificio della figlia” che riprende il modello universale della morte iniziatica. Ifigenia, con una tomba a Braurone e una a Megara, e un mito che ne fa la figlia da sacrificare in Aulide, funge da prototipo per le ragazze che compiono il rito di passaggio».
Nella Bibbia c'è un evento simile narrato nel Libro dei Giudici, in cui i protagonisti sono il giudice Iefte e sua figlia.

## Genealogia
|  |  |           |           |           |           |           |           |           |           |           |           |           |           |          |          |       |       |            |            | Tantalo    |            |            |            |        |        |              |              |              |              |              |              |        |        |           |           |           |           |           |           |         |         |         |         |  |  |  |  |
|  |  |           |           |           |           |           |           |           |           |           |           |           |           |          |          |       |       |            |            |            |            |            |            |        |        |              |              |              |              |              |              |        |        |           |           |           |           |           |           |         |         |         |         |  |  |  |  |
|  |  |           |           |           |           |           |           | Ippodamia | Ippodamia | Ippodamia | Ippodamia | Ippodamia | Ippodamia |          |          |       |       |            |            | Pelope     | Pelope     | Pelope     | Pelope     | Pelope | Pelope |              |              |              |              |              |              |        |        |           |           |           |           |           |           |         |         |         |         |  |  |  |  |
|  |  |           |           |           |           |           |           | Ippodamia | Ippodamia | Ippodamia | Ippodamia | Ippodamia | Ippodamia |          |          |       |       |            |            | Pelope     | Pelope     | Pelope     | Pelope     | Pelope | Pelope |              |              |              |              |              |              |        |        |           |           |           |           |           |           |         |         |         |         |  |  |  |  |
|  |  |           |           |           |           |           |           |           |           |           |           |           |           |          |          |       |       |            |            |            |            |            |            |        |        |              |              |              |              |              |              |        |        |           |           |           |           |           |           |         |         |         |         |  |  |  |  |
|  |  |           |           |           |           |           |           |           |           |           |           |           |           |          |          |       |       |            |            |            |            |            |            |        |        |              |              |              |              |              |              |        |        |           |           |           |           |           |           |         |         |         |         |  |  |  |  |
|  |  |           |           |           |           | Erope     | Erope     | Erope     | Erope     | Erope     | Erope     |           |           | Atreo    | Atreo    | Atreo | Atreo | Atreo      | Atreo      |            |            |            |            |        |        |              |              |              |              | Tieste       | Tieste       | Tieste | Tieste | Tieste    | Tieste    |           |           | Pelopia   | Pelopia   | Pelopia | Pelopia | Pelopia | Pelopia |  |  |  |  |
|  |  |           |           |           |           | Erope     | Erope     | Erope     | Erope     | Erope     | Erope     |           |           | Atreo    | Atreo    | Atreo | Atreo | Atreo      | Atreo      |            |            |            |            |        |        |              |              |              |              | Tieste       | Tieste       | Tieste | Tieste | Tieste    | Tieste    |           |           | Pelopia   | Pelopia   | Pelopia | Pelopia | Pelopia | Pelopia |  |  |  |  |
|  |  |           |           |           |           |           |           |           |           |           |           |           |           |          |          |       |       |            |            |            |            |            |            |        |        |              |              |              |              |              |              |        |        |           |           |           |           |           |           |         |         |         |         |  |  |  |  |
|  |  |           |           |           |           |           |           |           |           |           |           |           |           |          |          |       |       |            |            |            |            |            |            |        |        |              |              |              |              |              |              |        |        |           |           |           |           |           |           |         |         |         |         |  |  |  |  |
|  |  | Anassibia | Anassibia | Anassibia | Anassibia | Anassibia | Anassibia |           |           | Menelao   | Menelao   | Menelao   | Menelao   | Menelao  | Menelao  |       |       | Agamennone | Agamennone | Agamennone | Agamennone | Agamennone | Agamennone |        |        | Clitennestra | Clitennestra | Clitennestra | Clitennestra | Clitennestra | Clitennestra |        |        | Egisto    | Egisto    | Egisto    | Egisto    | Egisto    | Egisto    |         |         |         |         |  |  |  |  |
|  |  | Anassibia | Anassibia | Anassibia | Anassibia | Anassibia | Anassibia |           |           | Menelao   | Menelao   | Menelao   | Menelao   | Menelao  | Menelao  |       |       | Agamennone | Agamennone | Agamennone | Agamennone | Agamennone | Agamennone |        |        | Clitennestra | Clitennestra | Clitennestra | Clitennestra | Clitennestra | Clitennestra |        |        | Egisto    | Egisto    | Egisto    | Egisto    | Egisto    | Egisto    |         |         |         |         |  |  |  |  |
|  |  |           |           |           |           |           |           |           |           |           |           |           |           |          |          |       |       |            |            |            |            |            |            |        |        |              |              |              |              |              |              |        |        |           |           |           |           |           |           |         |         |         |         |  |  |  |  |
|  |  |           |           |           |           |           |           |           |           |           |           |           |           |          |          |       |       |            |            |            |            |            |            |        |        |              |              |              |              |              |              |        |        |           |           |           |           |           |           |         |         |         |         |  |  |  |  |
|  |  |           |           |           |           |           |           |           |           | Ifigenia  | Ifigenia  | Ifigenia  | Ifigenia  | Ifigenia | Ifigenia |       |       | Oreste     | Oreste     | Oreste     | Oreste     | Oreste     | Oreste     |        |        | Elettra      | Elettra      | Elettra      | Elettra      | Elettra      | Elettra      |        |        | Crisotemi | Crisotemi | Crisotemi | Crisotemi | Crisotemi | Crisotemi |         |         |         |         |  |  |  |  |

## Ifigenia nell'arte

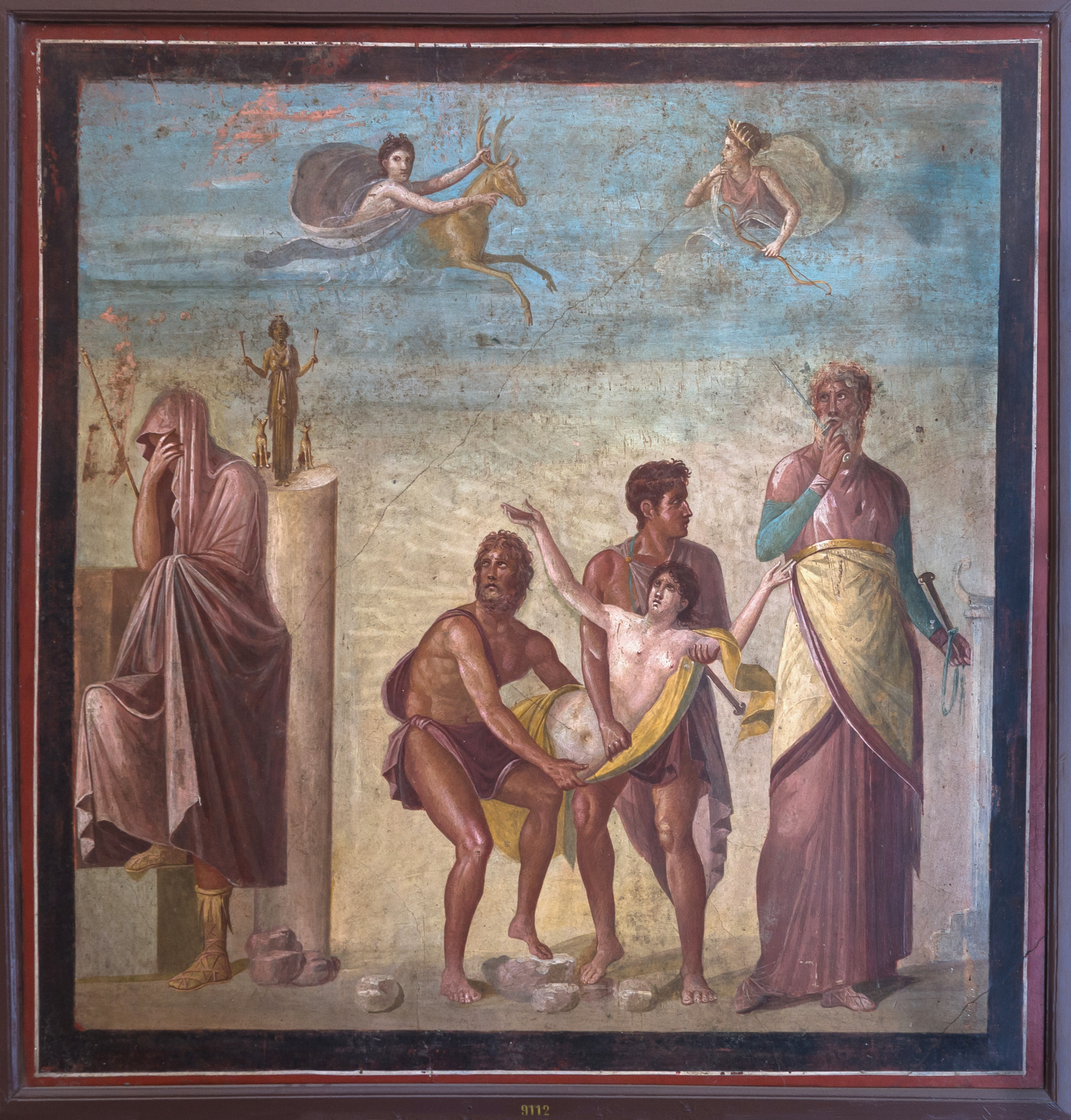
Sacrificio di Ifigenia (I secolo d.C.), affresco ritrovato a Pompei, ora nel Museo Archeologico Nazionale di Napoli.

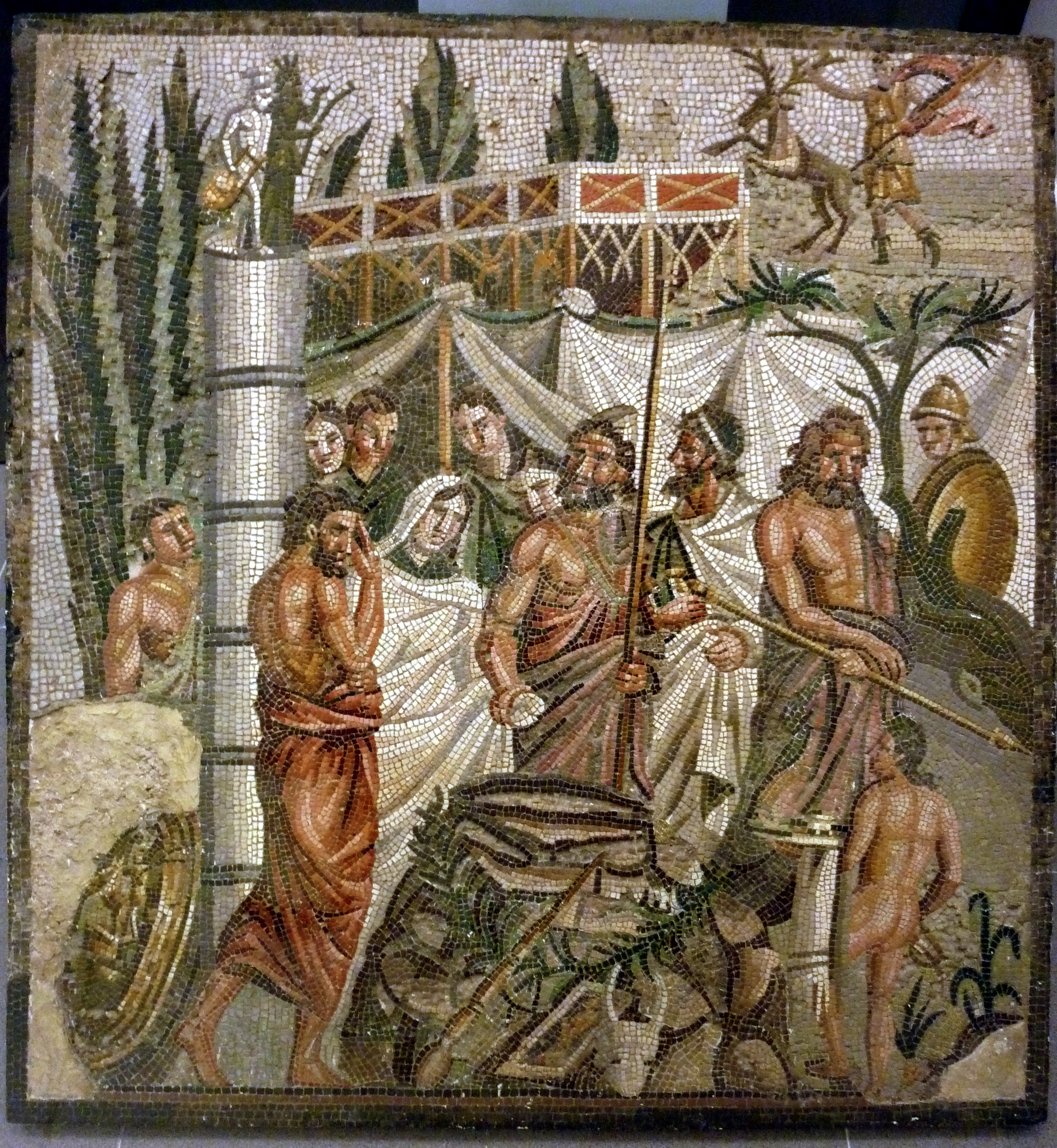
Fotografia di un mosaico d'epoca romana rinvenuto (1849). Museo d'Empúries, in Spagna.

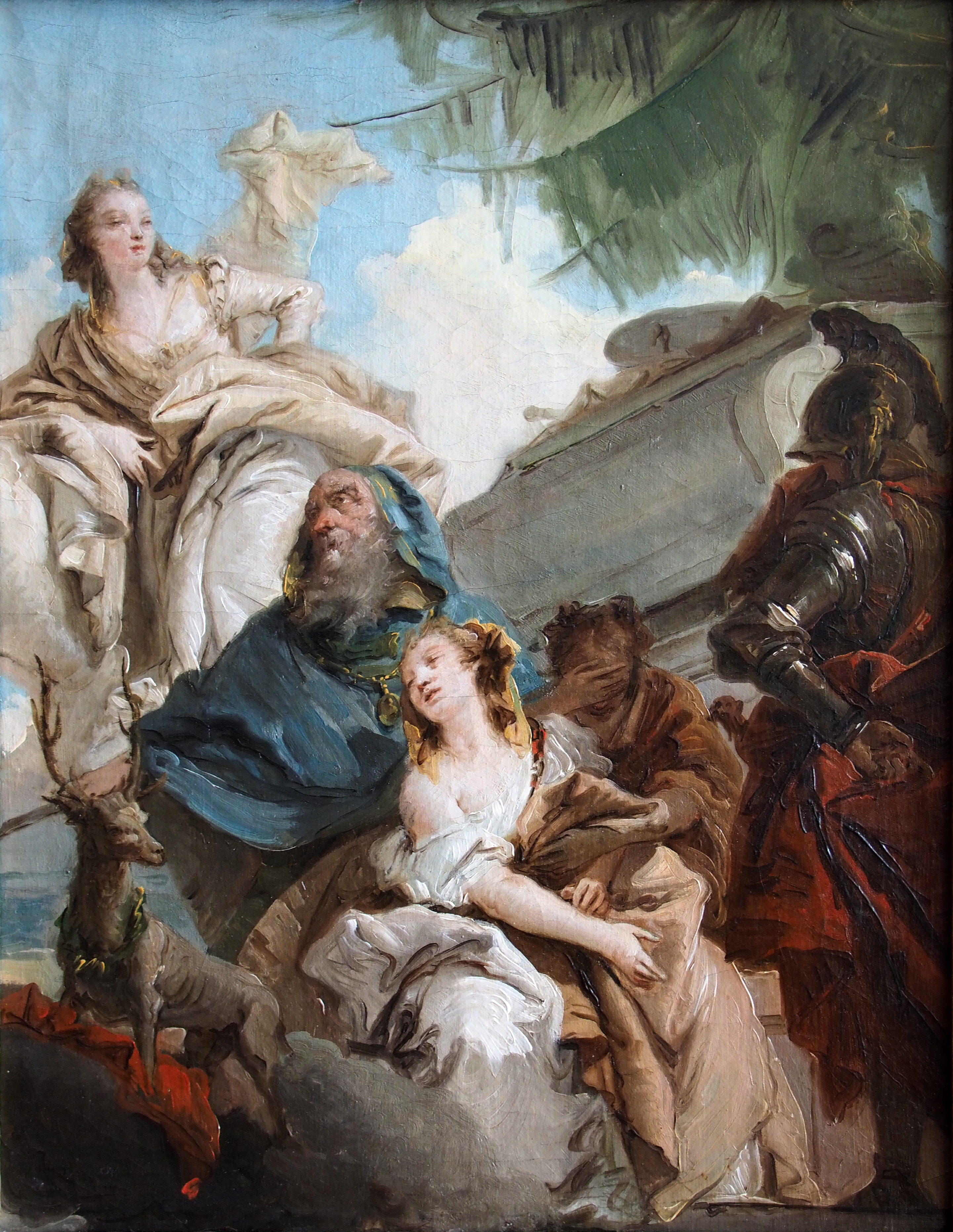
Giambattista Tiepolo (1727- 1804), Sacrificio di Ifigenia, olio su tela conservato allo Schlossmuseum di Weimar.

Il mito di Ifigenia è presente in numerose opere artistiche.

### Letteratura
- Ifigenia - Tragedia di Jean Racine
- Ifigenia - Tragedia di Ramón de la Cruz
- Ifigenia in Aulide - Tragedia di Euripide
- Ifigenia in Aulide - Tragedia di Gerhart Hauptmann
- Ifigenia in Aulide - Tragedia di Jean de Rotrou
- Ifigenia in Delfi - Tragedia di Gerhart Hauptmann
- Ifigenia in Tauride - Tragedia di Giuseppe Biamonti
- Ifigenia in Tauride - Tragedia di Gian Rinaldo Carli
- Ifigenia in Tauride - Tragedia di Cesare della Valle
- Ifigenia in Tauride - Tragedia di Euripide
- Ifigenia in Tauride - Tragedia di Johann Wolfgang Goethe
- Ifigenia in Tauride - Tragedia di Pier Jacopo Martello
- Ifigenia in Tauride - Tragedia di Jean Moréas
- Ifigenia in Tauride - Tragedia di Ippolito Pindemonte
- Ifigenia in Tauride - Tragedia di Guimond de la Touche
- Il sacrificio di Ifigenia - Tragedia di José de Cañizares
- Ifigenia - romanzo del 1924 della scrittrice venezuelana Teresa de la Parra
- Il ritorno di Ifigenia - Poema di Ghiannis Ritsos

### Musica
- Ifigenia - Melodrammi di Domenico Scarlatti: Ifigenia in Aulide e Ifigenia in Tauri
- Ifigenia in Aulide - Melodramma di Apostolo Zeno (libretto)
- Ifigenia in Aulide - Opera lirica di Antonio Caldara
- Ifigenia in Aulide - Opera lirica di Luigi Cherubini, rappresentata a Torino nel 1788.
- Ifigenia in Aulide - Opera lirica di Christoph Willibald Gluck
- Ifigenia in Aulide - Opera lirica di Heinrich Graun (dello stesso autore e con medesimo soggetto anche Iphigenia in Aulis)
- Ifigenia in Aulide - Opera lirica di Niccolò Jommelli
- Ifigenia in Aulide - Opera lirica di Vicente Martín y Soler
- Ifigenia in Aulide - Opera lirica di Nicola Porpora
- Ifigenia in Aulide - Opera lirica di Tommaso Traetta
- Ifigenia in Tauride - Opera lirica di Michele Carafa
- Ifigenia in Tauride - Opera musicale di Hugh Clarke e Charles Wood
- Ifigenia in Tauride - Opera lirica di Henri Desmarets e André Campra
- Ifigenia in Tauride - Opera lirica di Christoph Willibald Gluck
- Ifigenia in Tauride - Opera musicale di Ludwig Theodor Gouvy
- Ifigenia in Tauride - Opera lirica di Niccolò Jommelli
- Ifigenia in Tauride - Opera lirica di Benedetto Pasqualigo (libretto)
- Ifigenia in Tauride - Opera lirica di Niccolò Piccinni
- Ifigenia in Tauride - Opera lirica di Giuseppe Orlandini
- Ifigenia in Tauride - Opera lirica di Domenico Scarlatti
- Ifigenia in Tauride - Opera lirica di Angelo Tarchi
- Ifigenia in Tauride - Opera lirica di Tommaso Traetta
- Ifigenia in Tauride - Opera lirica di Leonardo Vinci
- Iphigenia in Hades - Canzone del gruppo heavy metal Virgin Steele ( contenuta nel disco The House of Atreus Act I)

### Pittura
- Sacrificio di Ifigenia di Timante
- Sacrificio d'Ifigenia di Giambattista Tiepolo (nella Sala di Ifigenia a Villa Valmarana)
- Sacrificio di Ifigenia di Giambattista Crosato
- Sacrificio di Ifigenia di Federico Bencovich
- Sacrificio di Ifigenia di Giambattista Pazzetta
- Sacrificio di Ifigenia di Corrado Giaquinto
- Il sacrificio d'Ifigenia di Francesco Fontebasso
- Il sacrificio d'Ifigenia di Pietro Testa
- Sacrificio di Ifigenia di Pompeo Batoni

### Cinema
- Ifigenia, film del regista greco Michael Cacoyannis
- Ifigenia, film del cineasta venezuelano Iván Feo
- Il sacrificio del cervo sacro, film del regista greco Yorgos Lanthimos